# Manroland Sheetfed

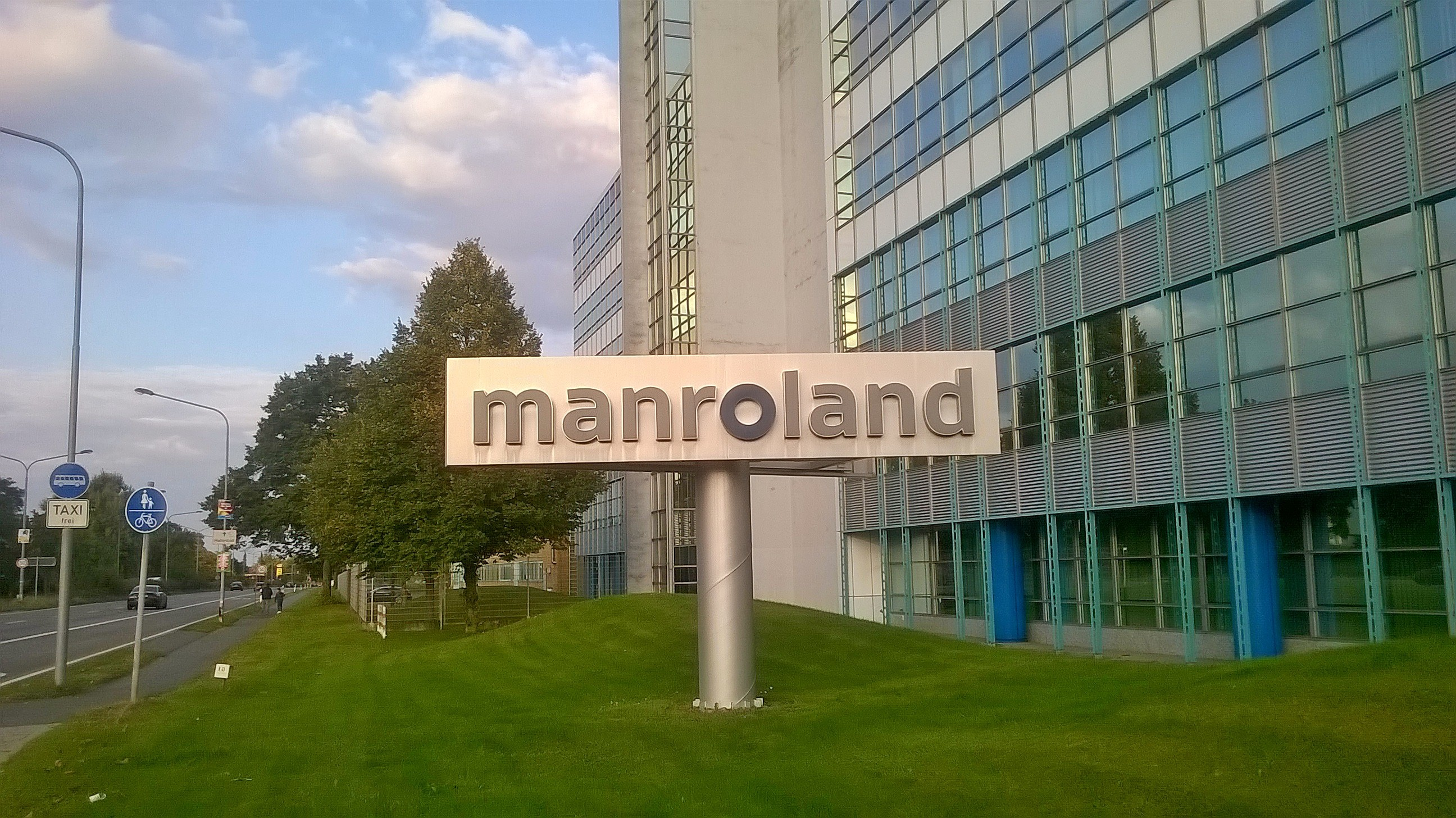
Firmenzentrale in Offenbach am Main

Die Manroland Sheetfed GmbH ist ein Hersteller von Bogenoffsetdruckmaschinen. Das Unternehmen entstand 2012 infolge der Insolvenz der Manroland AG und deren Aufspaltung in zwei verschiedene Gesellschaften für den Rollenoffset- und den Bogenoffsetdruck. Aus dieser Aufspaltung entstand auch die Manroland Web Systems GmbH. Manroland Sheetfed ist heute eine Tochter der Langley Holdings plc. und bietet selbst Verbrauchsmaterialien für die graphische Industrie an.